# Pierre Drevet
Pierre Drevet, född 20 juli 1663, död 1738, var en fransk kopparstickare. Han var far till Pierre Imbert Drevet.
Pierre Drevet elev till Gérard Audran samt i teckning till konstnären Hyacinthe Rigaud som senare blev hans nära vän, och graverade flera av Rigauls målningar, däribland Riguads självporträtt och hans paradporträtt av kunge. Drevet utförde efter stort antal porträttstick ur den förnäma och litterära världen i Ludvig XIV:s Frankrike. Han betraktas som en av de skickligaste reproducerande gravörerna som funnits.